# کیوچگووو
کیوچگووو (به لهستانی:  Kiełczygłów) یک روستا در لهستان است که در گمینا کیوچگووو واقع شده‌است.
 کیوچگووو  ۵۶۱ نفر جمعیت دارد.